# (36448) 2000 QE2
2000 QE2 (asteroide 36448) é um asteroide da cintura principal. Possui uma excentricidade de 0.07324050 e uma inclinação de 18.72739º.
Este asteroide foi descoberto no dia 24 de agosto de 2000 por LINEAR em Socorro.